# Caecias
Dans la mythologie grecque, Caecias, Cécias, Calcias ou Kaikias (en grec ancien Καικίας / Kaikías) est une divinité qui personnifie le vent du nord-est.
Les romains utilisaient la translittération Caecius comme nom du vent correspondant,. Parfois, Volturnus apparaît, mais ce dernier est utilisé simultanément pour désigner un vent du sud-est et correspond donc plutôt à Euros.

## Étymologie
Son nom est dérivé du fleuve Caïque en Mysie, ou du dieu de la rivière du même nom.

## Famille
Caecias est le fils des titans Astréos et Éos (l'Aurore).
Un des vents directionnels, les Anémoi, il est le frère de Borée, Euros, Notos, Apéliote, Lips, Zéphyr et Sciron. Hygin et Aratos lui donnent également Astrée pour sœur,. Il a aussi pour demi-frères maternels l'étoile du matin et l'étoile du soir, Éosphoros et Hespéros, et les étoiles en général.

## Fonctions
Caecias est la personnification du vent du nord-est, un vent frais qui couvrait le ciel de gros nuages (sa froideur refroidissait et épaississait la vapeur).

## Représentations
Caecias était représenté comme un vieil homme barbu ailé et un bouclier plein de grêle. Sa barbe pouvait elle aussi être hérissé de grêlons.
Comme les autres divinités grecques des vents, Caecias est représenté au sommet de la tour des Vents, horloge hydraulique et cadran solaire antique situés dans l'agora romaine d'Athènes.

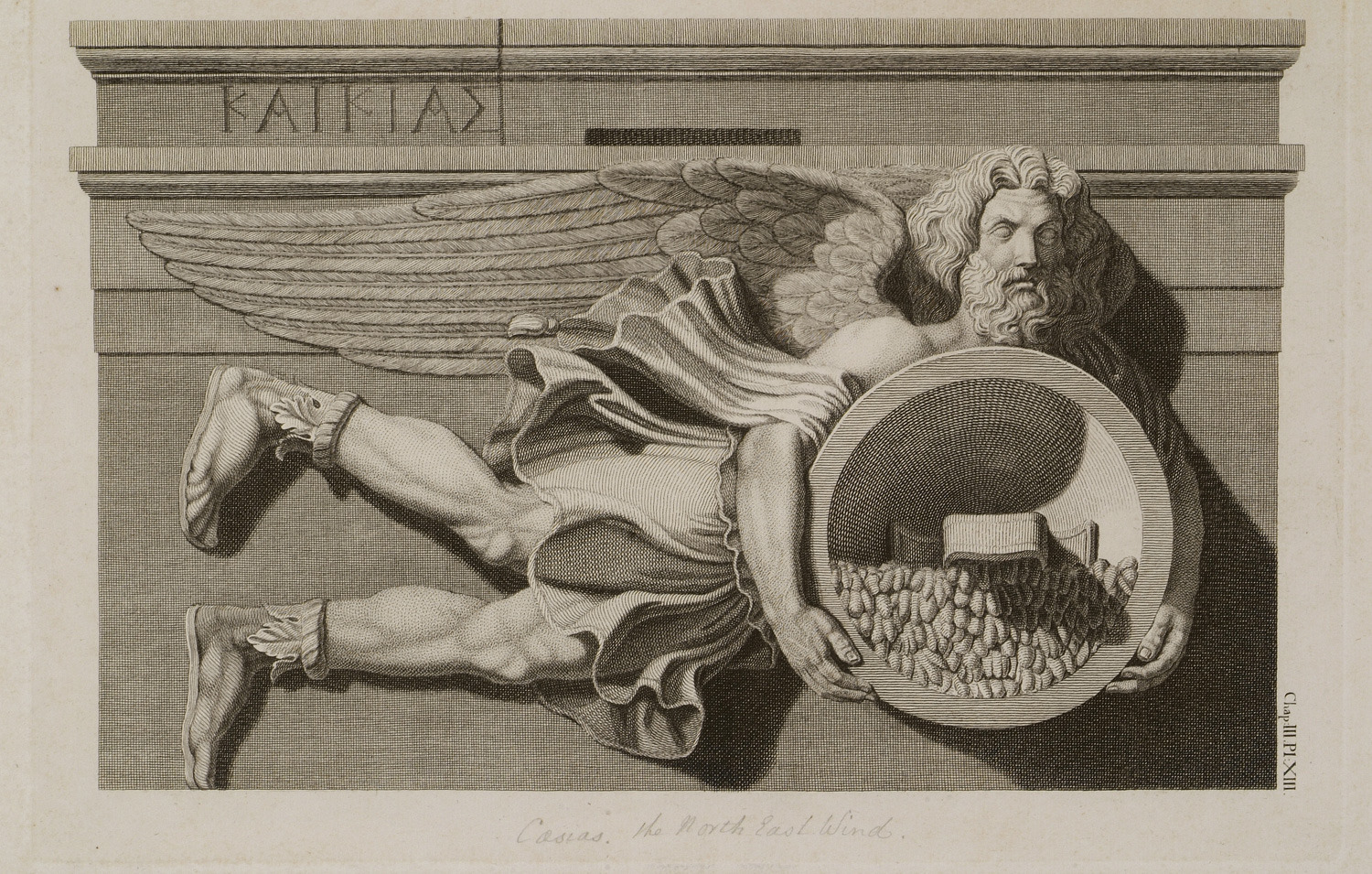
Gravure de la représentation de Caecias de la tour des Vents.